# Edifici d'habitatges a la rambla Hospital, 31 (Vic)
L'Edifici d'habitatges a la rambla Hospital, 31 és una obra eclèctica de Vic (Osona) protegida com a Bé Cultural d'Interès Local.

## Descripció
Edifici de planta baixa, tres pisos superior i golfes. La façana principal està dividida en cinc eixos verticals formats per les obertures de cada pis, distribuïdes en una composició simètrica i jerarquitzada. La planta baixa està tractada com a basament, diferenciant-se amb la resta de pisos superiors, quedant delimitada per un fris amb dentellons.
En els tres pisos superiors s'obren tres balcons en cada pis, volats i amb barana de ferro forjat. Totes estan emmarcades amb una motllura que en cada pis està ornada de diferent manera, destacant la del primer pis. A cada banda dels balcons, coincidint amb els extrems de la façana, hi ha localitzades unes finestres, també emmarcades amb una motllura decorada, mantenint també la jerarquia dels balcons.
Al pis de les golfes s'obren tres petites finestres quadrades, formant part de l'eix dels balcons, emmarcades també amb unes motllures que imiten unes pilastres llises amb capitells. Entre finestres, s'hi han col·locat unes petites pilastres estriades agrupades en parella, donant una uniformitat al pis que s'assimila a un fris.
La façana està rematada amb una cornisa amb permòdols i coronada per una barana de balustres, en el mig de la qual hi ha un petit capcer d'influència clàssica, amb un frontó semicircular, on hi ha la data de construcció de l'edifici: año 1894.